# 埼玉県道401号谷塚停車場線

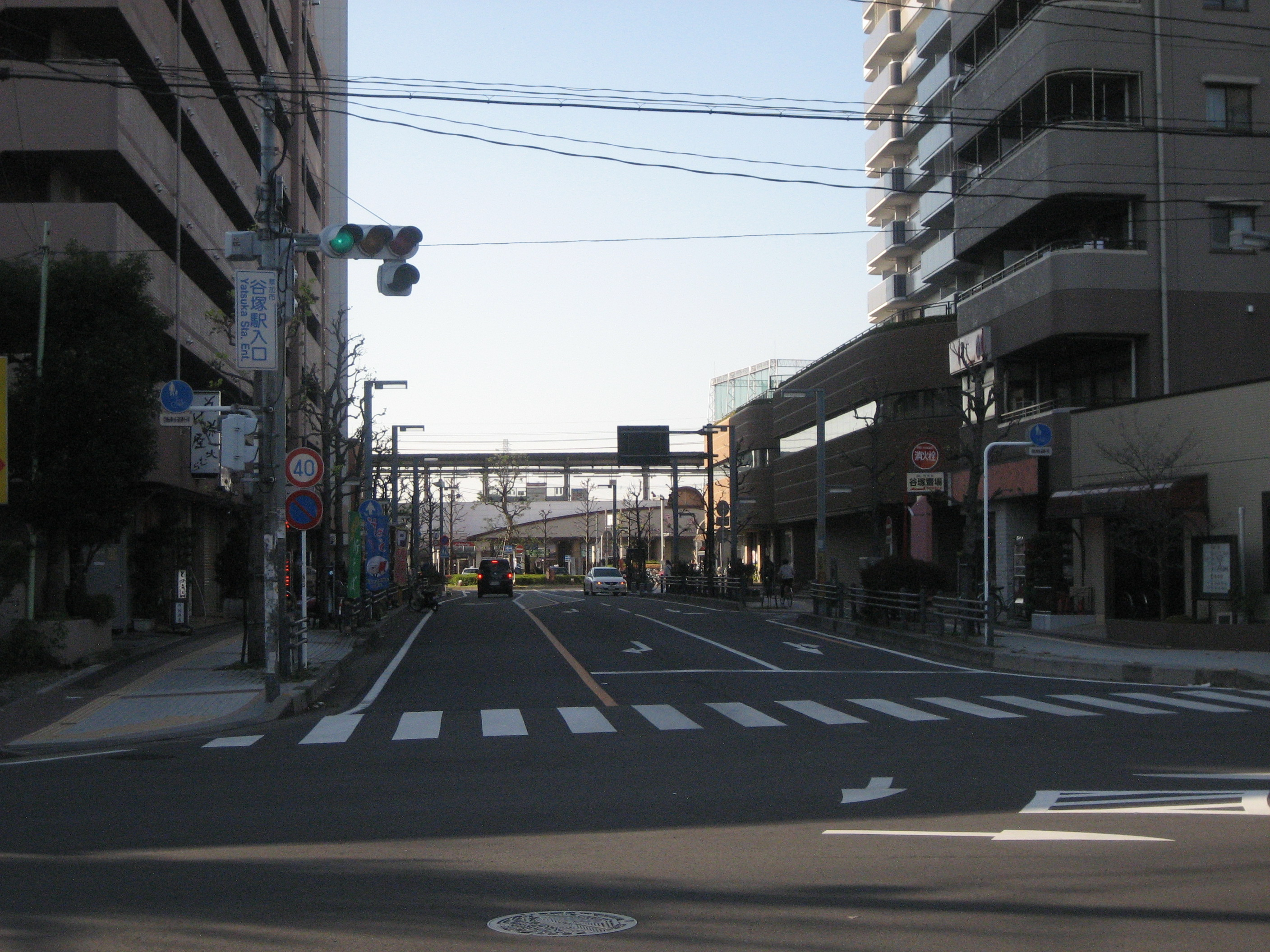
谷塚駅入口交差点付近

埼玉県道401号谷塚停車場線（さいたまけんどう401ごう やつかていしゃじょうせん）は、埼玉県草加市谷塚町の谷塚駅東口から同市瀬崎町に至る、実延長122mの一般県道である。

## 起点・終点
- 起点：埼玉県草加市谷塚町（谷塚駅東口）
- 終点：埼玉県草加市瀬崎町（谷塚駅入口交差点）

## 交差している道路
- 埼玉県道49号足立越谷線（谷塚駅入口交差点）

## 沿線
- 谷塚駅
- いなげや草加谷塚店
- ヤマダ電機テックランド草加店
- ダイソーヤマダ電機谷塚店

## バス路線
- 東武バス
  - 谷塚駅 - 花畑桑袋団地
  - 竹の塚駅東口 - 谷塚駅 - 花畑桑袋団地
  - 谷塚駅 - 草加駅東口